# San Miguel Huautla (kommun)
San Miguel Huautla är en kommun i Mexiko.   Den ligger i delstaten Oaxaca, i den sydöstra delen av landet, 280 km sydost om huvudstaden Mexico City.
Följande samhällen finns i San Miguel Huautla:
- San Miguel Huautla
- Cerro Verde
- Tierra Blanca
- Tepotzán
- Tierra Colorada